# Ba (woontent)
Ba is een woontent voor nomaden op het Tibetaans Hoogland, zoals de Sengo.
De tent is rechthoekig, acht bij zes meter groot en zwart. Het tentdoek is waterdicht en dik, maar laat wel zonlicht door. Het wordt gemaakt van het haar van de jak. Het absorbeert overdag de zonnestralen en houdt de warmte ervan 's nachts nog lange tijd vast.
Banden van jakharen van 30 centimeter lang worden langszij genaaid zodat er een gewelf ontstaat. Elk jaar worden er drie nieuwe banen geweven en aan een kant genaaid die de drie oude banden van de andere kant vervangen. In tien jaar tijd is een ba dus weer vernieuwd. Vaak is de structuur van de ba enkele eeuwen oud.